# Críticas à doutrina da Trindade
Críticas à doutrina da Trindade, também chamadas de antitrinitarismo, são formuladas por várias denominações cristãs e religiões monoteístas, como o Islamismo e o Judaísmo. Elas discordam da doutrina da Trindade, isto é, da afirmação de que um único Deus revela-se em três pessoas divinas distintas, ou simplesmente, do conceito de um Deus formado por três pessoas distintas: o Pai, o Filho e o Espírito Santo.
Entre as denominações de igrejas cristãs não trinitárias, incluem-se o unicismo ou sabelianismo, o unitarismo bíblico, e o unitarismo universalista,  também alguns grupos dos Adventistas, a Igreja de Deus do Sétimo Dia, além de vários movimentos que não se consideram protestantes  mas que se originaram de tais grupos, tais como os cristadelfianos, as testemunhas de Jeová e os estudantes da Bíblia (grupo do qual se originaram as Testemunhas de Jeová). Embora a Igreja de Jesus Cristo dos Santos dos Últimos Dias afirme acreditar na Trindade, o ponto de vista deles difere do conceito comum da Trindade. Para eles, existem  Deus (o Pai) Jesus (o Filho) e o Espírito Santo como três seres distintos  mas, simbolicamente, estão em união como um grupo de divindades. Para eles são três Deuses que compõem a Trindade: Deus, O Pai, é na verdade a quem eles chamam de O Pai Celestial (Elohim); mas Jeová é o nome de Jesus (O Deus Filho), no Velho Testamento; e o Deus Espírito Santo. Tanto o Pai quanto o Filho, afirmam eles, tem corpos tangíveis de carne e osso, semelhantes aos nossos, mas sem sangue - corpos glorificados, mas semelhantes aos nossos. Já o Espírito Santo tem um corpo espiritual. "Visto que as Testemunhas de Jeová não creem na Trindade, tem-se dito que praticam "uma forma de arianismo". Mas, na realidade, não serem trinitaristas não as torna arianos. Testemunhas de Jeová  não se consideram como seguidoras de Ário. Muitos atribuem a elas o termo "semiarianismo" por conta da descrença da Trindade, embora com algumas semelhanças com a visão de Ário.
Antitrinitarismo refere-se a uma forma de crença monoteísta, principalmente dentro do cristianismo, que rejeita a crença na Trindade; nomeadamente: O ensinamento de que Deus é constituído por três hipóstases. No Primeiro Concílio de Constantinopla, a doutrina da trindade foi formulada como "três hipóstases em uma ousia (substância)"
De acordo com as igrejas que consideram a decisão do concílio ecumênico como final, a trindade foi definida no concílio do século IV, do Primeiro Concílio de Niceia, como dogma central da fé católica e declarou a plena divindade do Filho, enquanto o Primeiro Concílio de Constantinopla declarou a divindade e personalidade do Espírito Santo. Alguns conselhos mais tardios do que o de Niceia (325), mas anteriores ao de Constantinopla (381), como o Concílio de Rimini (359), descritos como a "coroação da vitória do arianismo", discordaram da fórmula trinitária do Concílio de Niceia.
Em termos de número de adeptos, as denominações não-trinitárias compreendem uma minoria do cristianismo moderno. As maiores denominações cristãs não-trinitárias são A Igreja de Jesus Cristo dos Santos dos Últimos Dias, Testemunhas de Jeová, Igreja de Deus Todo-Poderoso, Assembleia Cristã Reunidos Em Nome do Senhor Jesus, Igreja Apostólica do Brasil, Igreja Pentecostal Unida, Tabernáculo Branham, Igreja de Deus do Sétimo Dia, Adventistas Unitários, Igreja de Deus no Brasil, Igreja Evangélica Voz da Verdade, Adventistas Bereanos, La Luz del Mundo e Iglesia ni Cristo; embora existam vários outros grupos menores, incluindo Cristadelfianos, Ciência Cristã, Dawn Bible Students, O Tabernáculo, Living Church of God, Assemblies of Yahweh, Israelite Church of God in Jesus Christ, Membros da Igreja de Deus Internacional, Cristãos Unitaristas, Igreja Evangélica Cristã Tabernáculo da Fé, Cristãos Universalistas Unitários, Irmandade Polonesa, Congregação Israelita da Nova Aliança, The Way International, Igreja Internacional de Deus e United Church of God.

## Arianismo
Ário [256-336] era um presbítero encarregado de uma paróquia na cidade de Alexandria. Alexandre (bispo de Alexandria) tentava explicar a ‘unidade da Santa Trindade’. Ário divergia dos pontos de vista expostos por Alexandre. Um tipo de sínodo dos presbíteros da cidade foi convocado, e a questão foi discutida. Ambas as partes declararam vitória, e a controvérsia se espalhou. Então Alexandre convocou um concílio de cem bispos, pela maioria dos quais os pontos de vistas de Alexandre foram endossados. Nisso, Ário foi ordenado a abandonar suas próprias opiniões, e a adotar as de Alexandre. Ário se recusou, e Alexandre o excomungou (no Concílio de Antioquia de 325 d.C) e a todos os que com ele mantinham a mesma opinião, dos quais havia um número considerável de bispos e de outros clérigos, e muitos do povo.
Desde então, Ário passou a ser considerado herege e foi excomungando da Igreja Católica. Ário advogava que somente o Pai era Deus eterno, mas que Jesus Cristo era Filho do Pai (da mesma substância divina deste) gerado (não criado) na eternidade pelo Pai; advogava, ainda, que o Espírito Santo não era uma personalidade distinta e separada do Pai e do Filho que compunha a Divindade; mas que se tratava da essência de ambos que era partilhada com os filhos e filhas de Deus de inúmeras formas: Como poder, vento, inspiração; como a personificação da presença de Jesus Cristo, ou de Jesus e seu Pai; como fogo, como voz etc.: As possibilidades de materialização e personificação do Espírito Santo do Pai e do Filho poderiam ser diversas segundo a crença Ariana.

## Questão histórica
Os que não acreditam na trindade advogam que esse dogma teve influência pagã, ao longos dos anos, por meio do sincretismo helenístico, sendo que a Igreja sofreu grande influência da cultura greco-romana. Muitos séculos antes da formação da Igreja Católica e da própria comunidade cristã havia tríades, ou trindades, de deuses na antiga Babilônia e Assíria. A “Enciclopédia Larousse de Mitologia”, francesa, fala de uma dessas tríades naquela região da Mesopotâmia: “O universo era dividido em três regiões, cada qual se tornando o domínio de um deus. A parte de Anu era o céu. A terra foi dada a Enlil. Ea tornou-se governante das águas. Juntos constituíam a tríade dos Grandes Deuses."
Na Roma Antiga, no Egito, no Iraque (Babilônia dos caldeus) e na Pérsia Antiga haviam a trindades base, normalmente composta por Pai, Filho e deusa-mãe. No Egito Antigo a trindade era composta por Hórus, Ísis e Osíris; na Grécia era composta por Zeus, Maia e Hermes; em Roma por Júpiter, Juno e Minerva; na Índia por Brahma, Vishnu e Shiva.
Ainda, segundo o Catecismo da Igreja Católica para a formulação do dogma da Trindade, a Igreja teve de elaborar uma terminologia própria, com a ajuda de noções de origem filosófica; o que evidencia a influência do helenismo e sua mistura de diversas crenças espalhadas onde o Império Grego alcançou.
Quase todas as igrejas ainda se apegam ao seu conceito trinitário da Igreja Católica Romana, apresentado em The Catholic Encyclopedia, no verbete "Trindade". Depois de citar parte do Credo Atanasiano, está declarado: “Isto é o que a Igreja ensina.” A Igreja Anglicana também endossa os credos dos Apóstolos, de Nicéia e de Atanásio. A Igreja Episcopal, protestante, também o faz, explicando que “está longe de pretender afastar-se” da Igreja Anglicana “em qualquer ponto essencial de doutrina”. Os grupos luteranos também adotam esses credos. A constituição da Igreja Luterana da América, Artigo II, seção 4, diz: “Esta igreja aceita os credos dos Apóstolos, de Nicéia e de Atanásio como declarações verazes da fé da Igreja.”
De modo similar, a constituição da Igreja Unida de Cristo declara: “Reivindica como sua a fé da Igreja histórica, expressa nos antigos credos [...] Os presbiterianos adotam o Credo de Nicéia, e o mesmo fazem grandes grupos de metodistas. Essas religiões adotam oficialmente o conceito trinitarista. Embora os grupos batistas, em geral, não aprovem credos, o Secretário Geral Adjunto da Convenção Batista Americana observou a respeito do Credo Atanasiano: “Estou certo de que a maioria dos batistas americanos estaria em substancial acordo com o seu conteúdo.”
É verdade que certas igrejas da cristandade não endossam oficialmente nenhum credo, mas, quase todas elas adotam o dogma trinitarista que estes desenvolveram. Quanto a isso, John J. Moment escreveu no seu livro We Believe (Cremos) a respeito do Credo Atanasiano: “Suas definições estereotípicas continuaram a ser aceitas no Protestantismo, mais ou menos conscientemente, como norma de ortodoxia.”

## A evolução dos credos na Igreja Católica
É provável que a maioria dos frequentadores das igrejas, hoje em dia, crê que foram Jesus Cristo e os seus apóstolos os que desenvolveram a doutrina da Trindade. No entanto, o Professor E. Washburn Hopkins explica no seu livro Origin and Evolution of Religion (Origem e Evolução da Religião), na página 336: “A doutrina da trindade era evidentemente desconhecida a Jesus e a Paulo; de qualquer modo, não dizem nada sobre ela.” Não formularam nenhum credo definindo a Trindade.

### Trindade não reconhecida no primeiro credo histórico
Foi observado pelo professor episcopal de história eclesiástica James Arthur Muller: “Esta falta de uma doutrina formulada da Trindade reflete o pensamento teológico do segundo século. Nas obras de Justino, o Mártir, que escreveu por volta de 150 A. D., enfatiza-se a pré-existência do Filho, no entanto, em relação ao Pai, fala-se Dele como estando ‘em segundo lugar’.” - Creeds and Loyalty, página 9. Mesmo perto do fim do segundo século, o destacado clérigo Ireneu fala de Cristo como estando subordinado a Deus, não igual a ele. - Veja Irenaeus Against Heresies, Livro 2, capítulo 28, seção 8. De modo que a Trindade era desconhecida aos primitivos eclesiásticos. Realmente foi uns 400 anos ou mais após a morte de Cristo que o conceito de “três pessoas em um só Deus” foi finalmente formulado por homens e introduzido na igreja.

### O Credo dos Apóstolos
The Faith of Christendom (A Crença da Cristandade), livro que é fonte de informações sobre credos e confissões, editado por B. A. Gerrish, observa: “Até agora, portanto, quanto a ter sido composto pelos Apóstolos em pessoa, não temos motivo para presumir que o Credo que leva seu título tenha aparecido menos de quinhentos anos após o tempo deles”. Examine o Credo dos Apóstolos, conforme apresentado a seguir:
“Creio em Deus Pai onipotente, Criador do céu e da terra; e em Jesus Cristo, seu único Filho, Nosso Senhor, o qual foi concebido do Espírito Santo, nascido da Virgem Maria; tendo sofrido sob Pôncio Pilatos, foi crucificado, morto e sepultado; desceu aos infernos, no terceiro dia ressuscitou dos mortos; subiu aos céus, está assentado à direita de Deus Pai onipotente, donde há de vir julgar os vivos e os mortos. Creio no Espírito Santo, na santa Igreja Católica, na comunhão dos santos, na remissão dos pecados, na ressurreição da carne, na vida eterna. Amém.”
Conforme pode ver, aqui não se diz nada sobre Deus, Jesus Cristo e o Espírito Santo serem “um só Deus”. No entanto, no decurso dos anos em que se formulou o Credo dos Apóstolos, surgiu grande controvérsia sobre a natureza de Cristo. Qual era exatamente a sua relação com Deus? Era inferior a Deus e distinto dele, ou era Jesus o próprio Deus?

### O Credo de Nicéia
Por volta do quarto século, alguns eclesiásticos, inclusive o jovem arcediago Atanásio, argumentavam que Jesus e Deus eram a mesmíssima pessoa. Por outro lado, homens tais como o presbítero Ário apegavam-se à posição bíblica, de que Jesus fora gerado por Deus e era subordinado ao seu Pai. Em 325 d.C., reuniu-se em Nicéia, na Ásia Menor, um concílio eclesiástico convocado pelo imperador romano Constantino para resolver tais questões. Neste concílio, o imperador pagão Constantino favoreceu o lado de Atanásio. Portanto, os conceitos expressos por Ário foram declarados heréticos.
“Mas os que dizem que houve tempo em que não existia; ou que não existia antes de ser gerado; ou que foi feito daquilo que não teve princípio; ou que afirmam que o Filho de Deus é de qualquer outra substância ou essência, ou criado, ou variável, ou mutável, estes são anatemizados [amaldiçoados] pela Igreja Católica e Apostólica.” - Cyclopedia de M'Clintock & Strong, Volume 2, páginas 559-563.
Digno de nota é também o fato de que o credo original redigido em Nicéia não atribuiu personalidade ao Espírito Santo. Todavia, adições posteriores, que se crê terem sido feitas pelo Concílio de Constantinopla, em 381 d.C., fizeram isso. O credo ou símbolo redigido em Nicéia, em 325 d.C., com as suas alterações posteriores, passou para a história como o Credo de Nicéia. Reza do seguinte modo:
“Creio em um só Deus, Pai onipotente, Criador do Céu e da Terra, de todas as coisas visíveis e invisíveis. E em um só Senhor Jesus Cristo, Filho unigênito de Deus, nascido do Pai antes de todos os séculos; Deus de Deus, Luz da Luz, Deus verdadeiro do Deus verdadeiro; gerado, não criado, consubstancial com seu Pai, por quem todas as coisas foram feitas; o Qual, por causa de nós homens e por causa da nossa salvação, desceu dos céus e, por virtude do Espírito Santo, tomou carne da Virgem Maria e foi feito homem. Também, por nós foi crucificado sob Pôncio Pilatos, sofreu e foi sepultado; e ressuscitou no terceiro dia, conforme as Escrituras, e subiu para o céu; está assentado à direita de seu Pai e outra vez há de vir, com glória, para julgar os vivos e os mortos; e do seu Reino não haverá fim. E (creio) no Espírito Santo, Senhor e vivificador, que procede do Pai e do Filho; o qual simultaneamente com o Pai e o Filho, é adorado e conglorificado; o qual falou pelos profetas. E em uma só Igreja Santa, Católica e Apostólica. Confesso um só batismo para a remissão dos pecados e espero a ressurreição dos mortos e a vida do século vindouro. Amém.”

### O Credo de Atanásio
É no Credo ou Símbolo de Atanásio que se define finalmente a Trindade. Conforme deve lembrar-se, Atanásio foi o jovem arcediago que se destacou em apoiar os conceitos apresentados no Credo de Nicéia. Foi também ele quem compôs este credo que leva seu nome. Foi isto o que se acreditou por séculos, mas, por fim, provou-se definitivamente que não é verdade.
Veja como o Credo Atanasiano define a Trindade:
“. . . que adoremos um só Deus em Trindade e a Trindade na Unidade, nem confundindo as Pessoas, nem separando a Substância. Na verdade, uma é a Pessoa do Pai, outra a do Filho, outra a do Espírito Santo; mas uma só é a Divindade do Pai, do Filho e do Espírito Santo; igual a glória, coeterna a majestade. Qual é o Pai, tal o Filho, tal o Espírito Santo. Incriado é o Pai, incriado o Filho, incriado o Espírito Santo. Imenso é o Pai, imenso o Filho, imenso o Espírito Santo. Eterno é o Pai, eterno o Filho, eterno o Espírito Santo. E, no entanto, não (há) três eternos, mas um só Eterno; assim como não (há) três incriados, nem três imensos, mas um só incriado e um só imenso. Igualmente onipotente é o Pai, onipotente o Filho, onipotente o Espírito Santo; e, no entanto, não (há) três onipotentes, mas um só é o Onipotente. Assim, o Pai é Deus, o Filho é Deus, o Espírito Santo é Deus; e, no entanto, não são três deuses, mas Deus é um só. Assim, o Pai é Senhor, o Filho é Senhor, o Espírito Santo é Senhor; e, no entanto, não são três senhores, mas um só é o Senhor. Pelo que, assim como somos obrigados, na verdade cristã, a confessar cada uma Pessoa, singularmente, como Deus e Senhor, assim nos é proibido, pela religião católica, dizer três Deuses ou três Senhores. O Pai por ninguém foi feito, nem criado, nem gerado. O Filho só pelo Pai foi: não feito, nem criado, mas gerado. O Espírito Santo, pelo Pai e pelo Filho: não foi feito, nem criado, nem gerado, mas deles procede. Um só, portanto, é o Pai; não três Pais; um só, o Filho; não três Filhos; um só, o Espírito Santo; não três Espíritos Santos. E nesta Trindade nada é primeiro ou posterior; nada maior ou menor; mas todas as três Pessoas são a si coeternas e coiguais. Portanto, por tudo, assim como acima já foi dito, deve ser adorada a Unidade na Trindade e a Trindade na Unidade. Portanto, quem quiser se salvar, assim sinta (pense) da Trindade. . . .”
Portanto, a doutrina da Trindade foi finalmente formulada muitas centenas de anos após a morte de Jesus Cristo. Nas palavras do teólogo N. Leroy Norquist, os homens “experimentaram palavras, afiaram frases, até que definiram a relação das três ‘pessoas’ da Trindade de tal modo, que finalmente podiam dizer: ‘A menos que creia nisso, não é verdadeiro crente.’” Assim se formulou, portanto, o conceito sobre Deus adotado agora na maioria das igrejas.

## Conceito do antitrinitarismo
Unicista
A visão unicista de Deus entende haver apenas "Um Único Deus" (Deut 6:4), revelada na pessoa Divina de Jesus Cristo, que se teria manifestado como "Deus Pai" na Criação, "Deus Filho" na Redenção e o Divino Espírito Santo nos dias atuais. Ou seja, um Deus Único em três distintas manifestações temporais, portanto, segundo o conceito Unicista: Jesus Cristo, é o Pai, é o Filho, e ao mesmo tempo o Espírito Santo; sendo portanto, Jesus Cristo o Deus Todo-Poderoso, onisciente e onipresente.
Unitarista
A visão unitarista, semelhantemente aos unicistas, entende haver também apenas "Um Único Deus", no entanto sendo este o Pai, e não Jesus Cristo, que é o Filho criado por Deus, e ao mesmo tempo Divino e Poderoso, mas não Todo-Poderoso como o Pai, Jehovah ou Yahweh, o Espírito Santo, segundo a visão unitarista varia, alguns entendem como sendo o Poder de Deus, outros afirmam ser a Força-Activa de Deus, porém todos creem que Este não é uma Pessoa Espiritual. Um exemplo mais comum são as Testemunhas de Jeová, os Cristadelfianos, alguns grupos originados dos Estudantes da Bíblia e das Testemunhas de Jeová, além de alguns grupos independentes, que compartilham tal crença.
Cristadelfiano
Para os Cristadelfianos nem a palavra "Trindade" e nem o conceito da Trindade aparecem na Bíblia. Os cristadelfianos ensinam que Deus é uma só pessoa (o Pai), Deus é maior do que o Filho, e que o Filho é subordinado ao Pai. Para eles Jesus nasceu como um homem comum e que nunca pré existiu com o Pai. Recebeu um corpo glorificado e o direito a vida eterna.
Outros
Outro ramo entende haver "um Deus e um Senhor", nas figuras de Jesus Cristo como "Senhor dos Exércitos" e de "Deus", o Pai Criador e sustentador do Universo. Este ramo defende ainda que os textos bíblicos referidos pelos trinitários, não tratam diretamente da adoração a uma Trindade ou a "um Deus triúno", pelo que esta deveria ser dirigida somente a um Deus único.

## Conceitos da Igreja de Deus do Sétimo Dia
A Igreja de Deus do Sétimo Dia crê, e ensina que a doutrina da Trindade, foi uma heresia, ou farsa posterior, decorrente a apostasia da fé cristã na era de Constantino ao Primeiro Concílio de Niceia entre 325 e 360, no entanto é crido que o Pai (Yahweh) é Deus, o Filho (Jesus) é Servo Subordinado, e o Espírito Santo (sem nome) é Poder, conforme alistado abaixo, algumas questões levantadas pelos adeptos da Igreja de Deus do Sétimo Dia:
- 1) Sendo I João 5:7 um texto espúrio, com sinceridade, devem os trinitários usá-lo para defender sua doutrina?
- 2) O Pai é uma pessoa. Seu nome é YAHWEH ou JEOVÁ. O Filho é uma pessoa. Seu nome é Jesus Cristo. Qual é o nome do Espírito? Não tem nome? Então é impessoal!
- 3) Porque temos comunhão com o Pai e com Seu Filho, e desfrutamos da comunhão do Espírito? Porque não temos comunhão com o Espírito?
- 4) A quem reconheceu Jesus Cristo como único Deus verdadeiro, a Ele mesmo, ou a Seu Pai?
- 5) Já após Sua ascensão e glória, quando da visão de João da Ilha de Patmos, como Jesus referiu-se à Seu Pai?.
- 6) Cristo admitiu que nada podia senão pelo Pai. Como se explica isso? Jesus sendo Deus não seria autosuficiente, completo em Si mesmo?
- 7) Como explicam os trinitários o texto de I Cor. 8:6?   “Para nós há um só Deus, o Pai, de quem é tudo, e para quem nós vivemos.”
- 8) Por que não há oração dirigida ao Espírito Santo, e os apóstolos raramente costumavam citá-lo em suas saudações e doxologias de suas epístolas?
- 9) Em Apoc. 22:1 encontramos já na Nova Terra, os tronos do Pai e do Cordeiro (Jesus / João 1:36); Se Jesus é Deus por que deve Ele ter um trono separado do Pai? E o Espírito Santo…onde está seu trono, já que ele faz parte da “trindade”?
- 10) Sabendo-se que a “trindade” é uma refinada heresia que se infiltrou na Igreja nos primeiros séculos, através do paganismo de Constantino, deliberadamente continuariam à  propagar uma dose a mais do vinho de Babilônia?
- 11) Em Mateus 24:35-37, Jesus disse: "Passará o céu e a terra, mas as minhas palavras jamais passarão. Daquele dia e hora, porém, ninguém sabe, nem os anjos do céu, nem o Filho, senão só o Pai. Pois como foi dito nos dias de Noé, assim será também a vinda do Filho do homem."

Se Jesus é Deus encarnado, ele não deveria saber o dia e a hora do seu retorno? Afinal, Deus sabe todas as coisas. Logo, se Jesus não sabe todas as coisas, Ele não pode ser Deus.
O Espírito Santo segundo a Igreja de Deus do Sétimo Dia
O Espírito Santo não é uma pessoa distinta do Pai e do Filho. O Espírito Santo é impessoal, não é portanto, parte de nehuma trindade. É sim, a energia divina através da qual, Deus realiza Suas obras.
- 1 - O Espírito é o Poder de Deus – O Espírito não é uma pessoa distinta do Pai e do Filho porque é o poder de Deus. O Espírito Santo é o poder impessoal de Deus. Cada obra que Deus executa, é através de Seu poder, ou Espírito.
- “Espírito” é traduzido do hebraico ‘ruach’ e ‘neshamah’e da palavra grega ‘pneuma’. Pneuma nas escrituras gregas, é  ruach nas Escrituras hebraicas. Espírito significa, ar, respirar, poder, animação, e manifestação do poder de alguém. O Espírito de Deus é o poder de Deus.
- 2 - A palavra “Espírito” é neutra – O Espírito não é uma personalidade porque a palavra grega “pneuma”, traduzido Espírito, é neutra, em gênero. Artigos e pronomes referentes  a essa palavra também são neutros. (*ref.”o Novo Testamento Grego-analítico).
- 3 - Símbolos Impessoais – O poder impessoal de Deus, o Espírito Santo, é designado na Bíblia por símbolos impessoais. Alguns desses são: vento (João 3:8 / Atos 2:2), fogo (Mat. 3:11), água (João 7:37-39),ó leo (Sal. 45:7 / Isa. 61:1), sêlo (Ef. 1:13), pomba (Mat. 3:16), lâmpadas (Apoc. 4:5), e fôlego.
- 4 - Características Impessoais – As características impessoais do Espírito revelam-no como o poder de Deus e não como uma personalidade. O Espírito é mencionado como sendo “derramado” (Isa. 32:15 / 44:3 / Joel 2:28 / Atos 2:17 / 10:45), “espargido, vertido” (Tito 3:5-6), assoprado (João 20:22), e enchendo pessoas (Atos 2:2-4) e (Ef. 5:18). Jesus foi ungido com este poder (Atos 10:38); Homens foram batizados nele (Mat. 3:11; Atos 1:5; I Cor. 12:13) e beberam dele (I Cor. 12:13); é comparado ao vento que sopra (João 3:8). O Espírito Santo, é portanto, impessoal. *Perguntamos: Qual Ser físico que pode ser: derramado, espargido, vertido, assoprado? O Espírito não é uma pessoa.
- 5 - Sem um nome pessoal – O Espírito demonstra-se impessoal pelo fato dele não possuir nenhum nome pessoal. Deus é uma pessoa: Seu Nome é ”Yahweh”; Nosso Salvador é uma pessoa: Seu Nome é Jesus. *Qual é o nome do Espírito? O Espírito não é uma pessoa, não tem nome pessoal. Se o Espírito é uma pessoa, porque ele não tem um nome pessoal? A palavra “nome” de Mateus 28:19 não se refere a um nome pessoal. A palavra “nome” neste verso significa “autoridade” ou “como representante de”. O Espírito não é uma personalidade.
- 6 - Nenhuma prece dirigida – ”O Espírito Santo não é uma pessoa, porque em toda a Bíblia não há sequer uma oração ou canção de louvor, ou exclamação a ele endereçada. Nem há um preceito sequer que autorize dentro da Bíblia tal oração ou hino de louvor.” (Gilfford. Op. cit. p. 172). Miles Grant escreveu:
- Outro fato importante que é digno de nota, é que em nenhum lugar nas Escrituras somos nós ensinados à amar, honrar, ou louvar o Espírito Santo, ou à orar por sua assistência. Por que não, se é uma pessoa, como o Pai e o Filho? (Grant, Miles. “Positive Theology” - Boston: Advent Christian Publications Society, p. 287).
- O Espírito não é mencionado nos hinos de adoração no Apocalipse
- (Apoc. 5:13 / 7:10). Se o Espírito é uma terceira pessoa de uma trindade, por que é omitida a referência a ele?
- 7 - Não incluído nas Saudações Apostólicas – O poder de Deus, o Espírito, geralmente não é mencionado juntamente com Deus e Jesus nos cumprimentos e saudações Apostólicas nas Epístolas Neo-Testamentárias. O Espírito não é mencionado em nenhuma das saudações das Epístolas de Paulo (Rom. 1:7; I Cor. 1:3; II Cor. 1:2; Gál. 1:3; Ef. 1:2; Filip. 1:2; Col. 1:2; I Tess. 1:1;  IITess. 1:2; I Tim. 1:2; II Tim. 1:2; Tito 1:4; Filemom 3.)
- Deus e Jesus são mencionados juntos repetidamente, mas raramente é o Espírito mencionado com eles. Note também as palavras de abertura das epístolas escritas pelos outros escritores. (Tiago 1:1; II Pedro 1:2; I João 1:3; II João 3; Judas 1). Todos estes mencionam Deus e Jesus, mas não o Espírito. O Espírito é mencionado em I Pedro 1:2 mas não como pessoa: *O apóstolo simplesmente afirma que o poder manifesto de Deus, o Espírito, é o agente que santifica os eleitos. Notar-se-á também que o Espírito não é incluído em maioria das doxologias e bênçãos. Uma passagem na qual o Espírito é mencionado, (II Cor. 13:13) já foi considerada.
- ”A questão repete-se novamente. Por que não há “graça” solicitada do Espírito Santo de Deus, se é uma pessoa? Caso houvesse uma junta de três pessoas, e não houvesse menção de terceira, mas, somente das outras duas em todos os relatórios, não teria a terceira ocasião para se sentir por demais desprezada? Se Paulo sabia de uma “terceira pessoa” de quem a graça deveria ser recebida, porque não solicitou ele por isso, à  seu favor, em conexão com o Pai e Seu Filho? (Ibid. p. 288)
- 8 - Não mencionado como estando entronado ou reinando – A Bíblia representa à Deus o Pai, sentado sobre Seu Trono e Jesus assentado à Sua mão direita. O Pai e o Filho são ligados no julgamento e na redenção. O reino vindouro é o reino de Deus e de Seu Cristo. Não há menção alguma do Espírito como sendo  uma pessoa ou como um assentado um trono.
- 9 - Não relacionado com o Pai como uma pessoa para a outra: A relação do Espírito com o Pai não é aquela de uma pessoa para outra. A relação do Espírito com o Pai é aquela de um poder para com uma pessoa. O Espírito é o poder de Deus. O poder de Deus não é mais uma pessoa distinta de Si mesmo, mais do que o amor e sabedoria de Deus o são; *Isto é, se considerarmos o Espírito de Deus com pessoa, também deveremos considerar outros atributos de Deus como sabedoria e amor como pessoas, igualmente.

O Pai e o Filho são pessoas, mas o Espírito não é uma pessoa
O Pai diz: “Tu” ao Filho e o Filho diz: “Tu” ao Pai, mas, nenhum deles diz “Tu” ao Espírito. O Pai ama o Filho, e o Filho ama ao Pai, mas nemhum dEles é mencionado “amando o Espírito”. O Espírito nunca foi denominado “o terceiro” ou “a terceira pessoa” em qualquer maneira. Além do mais, o Pai nunca é chamado “a primeira pessoa” e o Filho nunca é  chamado “a segunda pessoa”.
- 10 - Objeções consideradas – Os trinitários afirmam, baseados em Atos 5:3-4 e II Cor. 3:17, que o Espírito é Deus. Eles insistem que desde que o Espírito está diretamente identificado com Deus, o Espírito deve ser Deus e uma personalidade distinta. Nada há nestes dois versos para garantir tal afirmação. Meramente porque a Bíblia afirma que “Deus é amor” (I João 4:8,16) ninguém está autorizado a dizer que o amor é  uma personalidade distinta do Pai e um membro de uma trindade. O Espírito é o poder de Deus. A obra do Espírito é a obra de Deus e Seu Filho. Quando alguém é cheio do Espírito, ele está cheio com o poder de Deus e Cristo. O fruto do Espírito é o resultado da obra de Cristo na vida do crente através de Seu poder. Quando a Bíblia descreve o Espírito como falando (Apoc. 2:7), está se fazendo referência  à obra de Deus falando através de Seu poder. Quando o Espírito é descrito como fazendo intercessão (Rom. 8:26-27), refere-se à intercessão que Cristo, Nosso Sumo Sacerdote faz por nós através de Seu poder. (Rom. 8:34 / Heb. 7:25). Jesus  é o Nosso único intercessor; Ele é o Nosso mediador. Quando Ananias mentiu ao Espírito Santo, ele mentiu para Deus que operava através daquele santo poder. Quando o homem “entristece” o Santo Espírito de Deus (Ef. 4:30), ele entristece ao próprio Deus que opera através de Seu Santo Espírito.
- O Espírito é descrito como eterno e Santo porque Deus é  eterno e Santo. Quando, o Espírito, o poder de Deus, é representado como tendo certas características e desempenhando certas obras, a referência é feita ao único Deus eterno que tem estas características e faz estas obras.
- 11 - Pronomes Masculinos do Grego: Nenhuma prova de personalidade – Nosso Senhor prometeu à Seus discípulos que após Ele ter ascendido aos céus Ele lhes enviaria o poder de Deus, o Espírito Santo. Através deste poder, Jesus continuaria Sua obra com e nos Discípulos. O poder foi chamado o “Consolador”, “Paráclito”, “Advogado” ou “Auxiliador”, porque Jesus pretendia trabalhar através daquele poder em favor dos crentes.

## Conceitos das Testemunhas de Jeová
As Testemunhas de Jeová rejeitam o dogma da Trindade. Argumentam que existe apenas um só Deus verdadeiro que se chama Jeová. Ele é considerado o Deus Todo-poderoso. Segundo as Testemunhas de Jeová o trecho em Deuteronómio 6:4 (NM) reafirma claramente o monoteísmo e a ideia de unicidade da pessoa de Deus. "Jeová [YHVH], nosso Deus [em língua hebraica "Elohím"], é um só Jeová [YHVH]." As Testemunhas de Jeová argumentam que a nação de Israel, a quem isto foi dito, não acreditava na Trindade. Os babilônios e os egípcios adoravam tríades de deuses, mas se esclareceu a Israel que Jeová é diferente.
Para as Testemunhas de Jeová, o plural do nome em hebraico "Elohim" é aqui  o plural majestático ou de excelência. Não dá a ideia de pluralidade de pessoas numa deidade. Afirmam que, quando em Juízes 16:23 se faz referência ao deus Dagom, emprega-se uma forma do título elo·hím; o verbo acompanhante está no singular, o que indica que se refere a apenas um deus. Citam também Gênesis 42:30, que diz que José é "senhor" (’adho·néh, o plural majestático) do Egito.
As Testemunhas explicam que a língua grega antiga não possui "plural majestático ou de excelência". Portanto, em Gênesis 1:1, os tradutores da versão Septuaginta, uma tradução do hebraico para o grego, teriam empregado "ho The·ós" (Deus, no singular) como equivalente a ’Elo·hím. Afirmam que, em Marcos 12:29, onde se reproduz uma resposta de Jesus em que ele citou Deuteronômio 6:4, emprega-se similarmente o singular ho The·ós, em grego.
O Filho de Deus é encarado como "[um] ser Divino" poderoso ou "[um] Deus". Não o consideram como sendo o Deus Todo-poderoso, mas uma pessoa distinta Dele. (João 1:1,14,18 NM) Foi o "Primogênito de toda a Criação" (Colossenses 1:15).
Aquele que mais tarde se tornou verdadeiramente homem, Jesus de Nazaré, chamado de Cristo (Messias), teria uma existência pré-humana como filho Unigénito [por ter sido único criado directamente] de Jeová Deus e o Seu porta-voz. Na sua existência pré-humana, creem que ele era o Arcanjo Miguel, o principal ou líder dos anjos de Deus. Creem que ele teve um papel importante na Criação, como Mestre-de-obras de Deus. (Provérbios 8:30) Enquanto humano, nunca deu consideração à ideia de ser igual a Seu pai, o Deus Todo-poderoso. O próprio Jesus Cristo terá deixado bem claro a ideia de que "o Pai é maior do que eu" (João 14:28). Após a sua ressurreição e ascensão ao Céu, continuou lealmente sujeito a Seu Pai e Deus Todo-poderoso, pois "a cabeça de todo homem é o Cristo; por sua vez, a cabeça da mulher é o homem; por sua vez, a cabeça do Cristo é Deus" (I Coríntios 11:3). No fins dos tempos, ele seria designado juiz e o governante do Reino Messiânico. E, no término do seu reinado, "quando todas as coisas lhe tiverem sido sujeitas, então o próprio Filho também se sujeitará Àquele que lhe sujeitou todas as coisas, para que Deus seja todas as coisas para com todos." (I Coríntios 15:25-28)
Entendem que o Espírito Santo não é uma pessoa Divina. É apenas a força ativa que procede de Deus. Creem que a personificação do Espírito Santo, encontrada em alguns versículos bíblicos, não provam que seja uma divindade, mas apenas figuras de linguagem. Argumentam que em parte alguma das Escrituras se dá um nome pessoal ao espírito santo; dá-se tão-somente ao nome pessoal do Pai — Jeová, e ao do Filho - Jesus Cristo. Citam Atos 7:55, 56, que relata que Estêvão recebeu uma visão do céu, onde viu "Jesus em pé à direita de Deus", mas não diz ter visto o Espírito Santo (Apocalipse 7:10; 22:1, 3.).
Acreditam que a doutrina da trindade provém de crenças pagãs.
A obra "Deve-se crer na trindade?", publicada e distribuída pelas Testemunhas de Jeová, afirma:
"Por muitos anos havia muita oposição, por motivos bíblicos, contra a emergente ideia de que Jesus era Deus. Para tentar resolver a disputa, o imperador romano Constantino convocou todos os bispos a Niceia. Cerca de 300, uma fração do total, realmente compareceram.
Constantino não era cristão. Supostamente, mais tarde na vida ele se converteu, mas só foi batizado quando estava para morrer. Sobre ele, Henry Chadwick diz em The Early Church (A Igreja Primitiva): “Constantino, como seu pai, adorava o Sol Invicto;… a sua conversão não deve ser interpretada como tendo sido uma íntima experiência de graça… Era uma questão militar. A sua compreensão da doutrina cristã nunca foi muito clara, mas ele estava certo de que a vitória nas batalhas dependia da dádiva do Deus dos cristãos.”
Que papel desempenhou esse imperador não batizado no Concílio de Niceia? A Enciclopédia Britânica diz: “O próprio Constantino presidiu, ativamente orientando as discussões, e pessoalmente propôs… o preceito crucial, que expressa a relação de Cristo para com Deus no credo instituído pelo concílio, ‘de uma só substância com o Pai’ Intimidados diante do imperador, os bispos, com apenas duas exceções, assinaram o credo, muitos dos quais bem contra à sua inclinação pessoal.”
Assim, o papel de Constantino foi decisivo. Depois de dois meses de furiosos debates religiosos, esse político pagão interveio e decidiu em favor dos que diziam que Jesus era Deus. Mas, por quê? Certamente não por causa de alguma convicção bíblica. “Constantino basicamente não tinha entendimento algum das perguntas que se faziam em teologia grega”, diz Breve História da Doutrina Cristã. Mas, o que ele deveras entendia era que a divisão religiosa representava uma ameaça ao seu império, e o seu desejo era solidificar o seu domínio.
Nenhum dos bispos em Niceia promoveu uma Trindade, porém. Eles decidiram apenas a natureza de Jesus, mas não o papel do espírito santo. Se a Trindade fosse uma clara verdade bíblica, não a teriam proposto naquele tempo?
Depois de Niceia, os debates sobre o assunto continuaram por décadas. Os que criam que Jesus não era igual a Deus até mesmo recuperaram temporariamente o favor. Mais tarde, porém, o Imperador Teodósio decidiu contra eles. Ele estabeleceu o credo do Concílio de Niceia como padrão para o seu domínio e convocou o Concílio de Constantinopla, em 381 EC, para esclarecer os preceitos.
Esse concílio concordou em colocar o Espírito Santo no mesmo nível que Deus e Cristo. Pela primeira vez, a Trindade da cristandade passou a ser enfocada.
Todavia, mesmo após o Concílio de Constantinopla, a Trindade não se tornou um credo amplamente aceito. Muitos se lhe opuseram e, assim, trouxeram sobre si violenta perseguição. Foi apenas em séculos posteriores que a Trindade foi formulada em credos específicos. A Enciclopédia Americana diz: "O pleno desenvolvimento do trinitarismo ocorreu no Ocidente, no escolasticismo da Idade Média, quando se adotou uma explicação em termos de filosofia e psicologia."
Para as Testemunhas de Jeová, as suas crenças devem basear-se somente na Bíblia, portanto, visto que o desenvolvimento trinitário só se deu dois séculos após a escrita da Bíblia não pode ser aceito como verdade.[carece de fontes?]
As Testemunhas de Jeová, utilizam-se ainda de outros textos e argumentos na sua refutação desta doutrina, por exemplo:
Jesus é submisso a Deus
“Não pode o Filho fazer nada por si mesmo se não vir o Pai fazê-lo.; porque tudo o que ele fizer, o faz também semelhantemente o Filho.” (João 5:19, Missionários Capuchinhos [MC]). “Desci do céu, não para fazer a minha vontade, mas a vontade daquele que me enviou.” (João 6:38). “O que eu ensino não é meu, mas pertence àquele que me enviou.” (João 7:16)
O conhecimento de Jesus era limitado
Ao proferir a sua profecia a respeito do fim deste sistema de coisas, Jesus declarou: "Quanto ao dia e à hora, ninguém sabe, nem os anjos do céu nem o Filho mas somente o Pai." (Marcos 13:32, BV) Tivesse Jesus sido a parte igual do Filho numa Divindade, teria sabido o que o Pai sabia. Mas Jesus não sabia, pois não era igual a Deus.
Similarmente, em Hebreus 5:8 lemos que Jesus “aprendeu a obediência pelas coisas que sofreu”. Podemos imaginar Deus precisar aprender algo? Não, mas Jesus precisava, pois ele não sabia tudo o que Deus sabia.[carece de fontes?] E ele tinha de aprender algo que Deus jamais precisaria aprender — a obediência. Deus jamais precisa obedecer a alguém.[carece de fontes?]
Uma diferença entre o que Deus sabe e o que Cristo sabe também existia quando Jesus foi ressuscitado para o céu a fim de estar com Deus. Note as primeiras palavras no último livro da Bíblia: “Revelação de Jesus Cristo, que Deus lhe deu.” (Apocalipse 1:1) Se o próprio Jesus fosse parte duma Divindade, teria sido necessário dar-lhe uma revelação oriunda de outra parte da Divindade — Deus? Por certo ele teria sabido tudo a respeito dessa revelação, pois Deus sabia. Mas Jesus não sabia, pois não era Deus.[carece de fontes?]

## Conceito dos pioneiros adventistas
Eles escreveram a esse respeito em um dos principais veículos adventistas da época a The Review and Herald:.
- J. N. Loughborough disse que a doutrina da Trindade foi trazida para a Igreja Católica ao mesmo tempo que a adoração de imagens, e que a celebração da guarda do Domingo não é mais do que a doutrina dos persas remodelada.[10]
- J. B. Frisbie seguiu o mesmo pensamento de Lougborough dizendo que a Trindade era um louvor à guarda do domingo.[11]
- James White disse que a doutrina da Trindade acaba com a personalidade de Deus e de seu Filho, Jesus Cristo. (The Advent Review de 11 de dezembro de 1855) Disse ainda que os grandes reformadores, se tivessem continuado, não teriam deixado nenhum vestígio das falsas doutrinas, inclusive a Trindade.[12]
- J. N. Andrews incluiu a crença na Trindade entre as doutrinas espúrias que compunham o vinho de Babilônia. (Adventist Review de 6 março de 1855)
- D. W. Hull disse que essa doutrina foi invenção do "homem do pecado" em referência a II Tessalonicenses Capítulo 2.[13]
- Uriah Smith, outro pioneiro que atuou na presidência da Conferência Geral dos Adventistas do Sétimo Dia e também como editor chefe da Review and Herald por mais de cinquenta anos disse: "O Espírito Santo é o Espírito de Deus e o Espírito de Cristo, sendo o Espírito o mesmo quando se fala de Deus ou de Cristo. Mas com relação a este Espírito, a Bíblia emprega expressões que não podem harmonizar-se com a ideia de que seja uma pessoa, tal como o Pai e o Filho." [14]
- William White, filho de Ellen Gould White, era contrário a essa doutrina e dizia que muitas pessoas se utilizavam dos escritos de sua mãe com interpretações errôneas.[15].

### A Criação segundo Ellen G. White
"Pai e Filho empenharam-Se na grandiosa, poderosa obra que tinham planejado - a criação do mundo. A Terra saiu das mãos de seu Criador extraordinariamente bela. Depois que a Terra foi criada, com sua vida animal, o Pai e o Filho levaram a cabo Seu propósito, planejado antes da queda de Satanás, de fazer o Homem à Sua própria imagem. Eles tinham operado juntos na criação da Terra e de cada ser vivente sobre ela. E agora, disse Deus a Seu Filho: "Façamos o Homem à nossa imagem, conforme a nossa semelhança. (Gênesis 1:26)" 

## Conceito judaico
YHWH é o único Deus, tendo manifestado seu poder, Shekinah como forma de poder; não segunda pessoa. Os Judeus não acreditam em uma trindade. Acreditam que há apenas um Deus, que é o Pai de todos e tudo. Não acreditam em Jesus. O Espírito Santo é a presença do Eterno, YHWH, O Pai, que também concede tudo para os homens. Deus para eles é apenas o que os Cristãos chamam de O Pai. Deus para os Judeus é tudo. E tudo está dentro de Deus. Ele é completo por si só e não precisa de ninguém para nada.

## Conceito islâmico
Também os muçulmanos (o Islão) criticam com grande vigor a Trindade que segundo o profeta Maomé seria concebida pelos cristãos como sendo constituída por Deus-Pai, Jesus e Maria. Segundo a sua leitura do dogma da Trindade, consideram que se trata de uma clara e inequívoca afirmação politeísta que atenta contra a unicidade de Alá. (Al Corão 5:73)

## Conceito bahá'í
Para os bahá'ís, as sagradas escrituras registram abundantes referências à Unidade e Unicidade de Deus, ou seja, que Deus-Pai é Uno e Único. Os bahá'ís compreendem que Deus é incognoscível em Sua Essência: "O que imaginamos não é a Realidade de Deus; Ele, o Incognoscível, o Inconcebível, está muito além da mais avançada concepção do homem."
São muito comuns na literatura sagrada bahá'í expressões sobre Alá no qual está "santificado acima de toda especulação humana', "acima das noções e imaginações do homem","acima de todas as suas descrições", "santificado das concepções dos seus servos", que "Sua essência está santificada acima de todos os nomes e elevado além dos mais excelsos atributos", está "santificado além de qualquer semelhança com Tuas criaturas", "acima da criação inteira', "santificado acima de qualquer semelhança, similitude ou comparação", etc.
Bahá'u'lláh, profeta-fundador da Fé Bahá'í, em sua Epístola ao Filho do Lobo, diz:
"...sabe tu que damos testemunho daquilo de que Deus Mesmo deu testemunho antes da criação dos céus e da terra, a saber que não há outro Deus senão Ele, o Onipotente, o Todo-Generoso. Testificamos que Ele é Uno em Seus atributos. Nenhum igual tem Ele no universo inteiro, nem associado em toda a criação. Ele tem enviado Seus Mensageiros e feito descerem Seus Livros, a fim de que anunciassem às Suas criaturas o Caminho reto." .
‘Abdu’l-Bahá filho primogênito de Bahá'u'lláh e líder da Fé Bahá'í após a ascensão deste, discursou algumas vezes sobre o tema, durante as suas viagens para ensino da Fé no ocidente. Em outras ocasiões realizou palestras, compiladas na época, das quais algumas fez referência a questão de trindade.
Ao público cristão, como uma ilustração, costumava dizer que em cada era ou ciclo em que Deus-Pai se revela por meio de Seu Manifestante "há necessariamente três coisas, o doador da graça, a graça e o destinatário da Graça; A fonte do esplendor, o esplendor e o destinatário da refulgência; o Iluminador, a Iluminação, e o Iluminado."
Outra referência mais relevante está num dos seus livros, Esplendor da Verdade, no qual faz a seguinte explanação:
Pergunta – Que significa a Trindade – as Três Pessoas em Uma?
Resposta– A Realidade Divina, pura e santificada, está muito além da compreensão dos seres humanos, e jamais poderá ser imaginada, nem pelos mais inteligentes e sábios; ultrapassa qualquer conceito. Esta Realidade Sublime não admite a divisão, pois a divisão e a multiplicidade são propriedades das criaturas, que são existências contingentes; tais acidentes não podem atingir Àquele que existe por si próprio.
A Realidade Divina está isenta da singularidade e, muito mais ainda, da pluralidade. A descida desta Realidade Divina para condições e graus outros, seria contrária à perfeição – seria absoluta imperfeição e, portanto, inteiramente impossível. Sempre esteve essa Realidade, como ainda está, no mais elevado grau da santidade. Tudo o que se diz das Alvoradas – os Manifestantes de Deus – refere-se ao reflexo divino, e não a uma descida às condições terrenas.
Deus é pura perfeição, e as criaturas simples imperfeições. Para Ele, o descer às condições terrenas constituiria a maior das imperfeições; Sua manifestação, Seu aparecimento, ou Sua alvorada, é como o reflexo do sol num espelho cristalino, puro e polido. Todas as criaturas são sinais evidentes de Deus, semelhantes às coisas terrestres sobre as quais brilham os raios do sol, mas sobre as planícies, as montanhas, as árvores e os frutos brilha apenas uma parte da luz, pela qual todas estas coisas se tornam visíveis e se desenvolvem, atingindo assim o objetivo de sua existência, ao passo que o Homem Perfeito (1) é semelhante a um espelho puro no qual o Sol da Realidade se reflete plena e visivelmente, manifestando-se em todas as suas qualidades e perfeições. A Realidade de Cristo era um espelho límpido e polido, sumamente puro e fino, e assim o Sol da Realidade, a Essência Divina, refletiu-se nesse espelho, nele manifestou luz e calor. Não desceu, porém, de Seu elevado grau de santidade, de Seu sagrado céu, para entrar no espelho e nele habitar; ao contrário, continua a subsistir em Sua glória e sublimidade, enquanto se reflete no espelho e nele manifesta Sua beleza e Sua perfeição.
Se dissermos, pois, que vimos o sol em dois espelhos, sendo um destes espelhos Cristo, e o outro o Espírito Santo, isto é, que vimos três sóis, estando um no céu e os outros dois na terra, diremos a verdade. E se dissermos que há somente um sol, que é único, sem companheiro ou igual, estaremos ainda dizendo a verdade.
Em resumo: a Realidade de Cristo foi um espelho puro, e o Sol da Realidade, ou seja a Essência da Unidade, com Seus infinitos atributos e perfeições, tornou-se visível no espelho. Não queremos dizer com isso que o sol, a Divina Essência, se tivesse dividido ou multiplicado, pois o sol é um e único; apenas se reflete no espelho. Eis porque disse Cristo: “O Pai está no Filho”, isto é: o sol está visível, manifesto, neste espelho.
O Espírito Santo significa as Graças de Deus, as quais se tornam visíveis e evidentes na Realidade de Cristo. A condição de Filho é o coração de Cristo, e o Espírito Santo é a condição do espírito de Cristo. Assim provamos, fora da menor dúvida, ser a Divina Essência absolutamente única, sem igual ou semelhante.
Eis o que se entende por Três Pessoas da Santíssima Trindade. De outro modo, a Religião de Deus basear-se-ia numa proposição ilógica, inconcebível – podemos acreditar numa coisa que nem nos é possível conceber? Nada se pode abranger com a inteligência que não seja apresentado de forma inteligível, pois seria apenas fantasia.
Está claro agora, pela exposição acima, o sentido de Três Pessoas da Santíssima Trindade. A Unidade de Deus também está provada." .

## Conceitos da doutrina espírita
A doutrina espírita, codificada por Allan Kardec, também não aceita o dogma da Trindade, haja vista que, segundo O Livro dos Espíritos, Deus "é a inteligência suprema, causa primeira de todas as coisas" (Livro dos Espíritos, questão 1) e que sua essência é insondável para os humanos nesse estágio de progresso moral. Allan Kardec propõe, então, atributos não reducionistas a Deus como: eterno, imutável, imaterial, único, onipotente e soberanamente justo e bom (Livro dos Espíritos, questão 13). Quanto a Jesus, (Livro dos Espíritos, questão 625), os Espíritos dizem que ele é o tipo mais perfeito que Deus ofereceu à humanidade para lhe servir de modelo e guia. Jesus é um Espírito como qualquer outro (criado simples e ignorante) mas que já sublimou-se, tornando-se um Espírito puro, segundo a classificação de Kardec, através das sucessivas reencarnações nos diversos mundos do universo (a pluralidade dos mundos habitados também é um dos princípios da doutrina espírita)..

## Conceito dos movimentos gnósticos
Movimentos neo-gnósticos contemporâneos que se auto-denominam cristãos afirmam, por sua vez, que Jesus Cristo não é Deus como o é YHVH, pois YHVH surge ao longo do Antigo Testamento como sendo um Deus "vingativo", "cruel" e "sedento de sangue" e Jesus como rosto de um "falso Deus" que é "amor", "misericórdia" e "perdão". Entendem que o Espírito Santo é na realidade o "Verdadeiro Deus" que salvou a Humanidade ao ser entregue por Jesus a YHVH aquando da sua morte.

## Comma Johanneum
Em algumas versões da Bíblia (KJV, AV, Almeida Corrigida e Fiel, Almeida Revista e Corrigida,(versões mais antigas), Tradução brasileira, etc.), encontra-se a seguinte passagem na 1ª carta de João: 5:7,8: …"no céu: o Pai, a Palavra e o Espírito Santo, e esses três são um. E três são os que dão testemunho na terra". Alguns críticos e estudiosos sustentam que essa passagem, chamada de Comma Johanneum, não aparecia (nem o faz em cópias posteriores até o século XII A.D.) nos manuscritos mais antigos do Novo Testamento. Por tal motivo, alguns duvidam de que seja de João. Alguns entendem que possivelmente era uma glossa marginal em que um copista pensou que se tratava do texto original. Essa é uma das deduções e é uma das razões do motivo de muitas versões modernas da Bíblia não incluírem essas palavras no contexto entre os v.v. 7-8 de 1 João; por acreditarem se tratar de duma interpolação ao texto original. Entretanto, no Texto Recebido, tido como como uma compilação mais fiel por muitos, (Não confundir com o Texto Majoritário, que é um compilado de textos largamento usados por séculos), se encontra essa passagem, mas não aparece no Texto Crítico. Pelo fato de muitas Bíblias modernas usarem o Texto Crítico, essa passagem de 1ª de João não se encontra.

## A personalidade do Espírito Santo
Se o Espírito Santo fosse realmente uma terceira e distinta pessoa divina, nada poderia justificar Sua omissão e ausência em textos bíblicos como estes: "Todavia, para nós há um só Deus, o Pai, de quem são todas as coisas e para quem existimos; e um só Senhor, Jesus Cristo, pelo qual são todas as coisas, e nós também, por ele" (I Coríntios 8:6). E quando Paulo define o único Deus, ele omite qualquer referência ao Espírito Santo. Não apenas isso: ele endossa que é o Pai e que Jesus é o Senhor; "Mas a respeito daquele dia ou da hora ninguém sabe; nem os anjos no céu, nem o Filho, senão o Pai." Marcos 13:32, quando Jesus Cristo, no Evangelho de Marcos, menciona aqueles que poderiam conhecer a data de Sua volta, omite qualquer referência ao Espírito Santo. "Eis que vem a hora e já é chegada, em que sereis dispersos, cada um para sua casa, e me deixareis só; contudo, não estou só, porque o Pai está comigo" (João 16:32). Mas se o Espírito Santo fosse uma terceira pessoa divina, não poderia "Ele" fazer companhia para Jesus em lugar do Pai? Contudo, Jesus nem sequer o mencionou nessa ocasião.

## Textos bíblicos usados como base
Dentre muitos textos que poderiam ser utilizados, aqui estão apenas alguns dos mais comuns textos usados para sustentar a crença no Unitarianismo em vez da trindade:
1. “E a vida eterna é esta: que todos conheçam a ti, que és o único Deus verdadeiro; e conheçam também Jesus Cristo, que enviaste ao mundo.” João 17:3 (BLH)
2. “Todavia, para nós há um só Deus, o Pai, (...) e um só Senhor, Jesus Cristo...” – 1 Coríntios 8:6.
3. “Porque há um só Deus, e um só Mediador entre Deus e os homens, Cristo Jesus, homem.” 1 Timóteo 2:5.
4. “Disse-lhe Jesus: (...) vai a meus irmãos e dize-lhes que eu subo para meu Pai e vosso Pai, meu Deus e vosso Deus” João 20:17
5. “Porque Deus amou o mundo de tal maneira que deu o seu Filho unigênito, para que todo aquele que nele crê não pereça, mas tenha a vida eterna.” – João 3:16
6. “Mas tu, Belém efrata, posto que pequena entre milhares de Judá, de ti me sairá aquele que há de reinar em Israel, e cujas origens são desde os tempos antigos, desde os dias da eternidade.” Miquéias 5:2.
7. “Antes de haver abismos, fui gerada, (...). Antes que os montes fossem firmados, antes dos outeiros eu nasci, quando ele ainda não tinha feito (...) nem sequer o princípio do pó do mundo.” – Provérbios 8:22 a 26 em paralelo com Hebreus “Pois a nenhum dos anjos disse jamais: Tu és meu Filho, eu hoje te gerei.” Hebreus 1:5.
8. “Havendo Deus antigamente falado muitas vezes, (...), nestes últimos dias a nós nos falou pelo Filho, a quem constituiu herdeiro de todas as coisas, e por quem fez também o mundo.” Hebreus 1:1-2
9. “...o Pai tem vida em si mesmo, assim também concedeu ao Filho ter vida em si mesmo.” João 5:2

## A fórmula batismal de  Mateus 28:19
Os antitrinitários também acreditam que a fórmula batismal em nome da trindade não está correta: Apresentam diversas fontes, que elencaremos a baixo, evidenciando o enxerto dessa passagem nas Escrituras, assim como todo o contexto do livro de Atos dos Apóstolos como evidência complementar que o batismo correto deve ser ministrado apenas "... em nome de Jesus Cristo" conforme todos os textos relacionados ao batismo no Novo Testamento ao próprio ato praticado pelos apóstolos de Jesus Cristo conforme Colossenses 3:17; Tiago 5:14; Atos 16:18; Atos 2:38; 8:16; 10:48; 19:5; 22:16; Romanos 6:3; Gálatas 3:27.
"A fórmula batismal foi mudada do nome de Jesus Cristo para as palavras Pai, Filho e Espírito Santo pela Igreja Católica no II século; sempre nas fontes antigas menciona que o batismo era em nome de Jesus Cristo" - Enciclopédia Britânica, 11ª ed. vol. 3. pág 82, 365-366.
"A religião primitiva sempre batizava em nome do Senhor Jesus até o desenvolvimento da doutrina da trindade no 2º século." Enciclopédia Britânica, 11ª ed. vol. 3. pág 53.
"O batismo cristão era administrado usando o nome de Jesus. O uso da fórmula trinitária de nenhuma forma foi sugerida pela história da igreja primitiva; o batismo foi sempre em nome do Senhor Jesus até o tempo do mártir Justino quando a fórmula da trindade foi usada."  Enciclopédia Britânica, 11ª ed. vol. 2. pág 377-378 e 389. 
Segundo George Howard, que foi professor emérito e chefe do departamento de religião da Universidade da Geórgia e phD. no Hebrew Union College, e suas pesquisas sobre Novo Testamento e sobre os Netzarin (corrente judaica messiânica); o texto correto de Mateus 28:19 deveria ser grafado da seguinte forma: "Ide e tornai todas as nações discípulas em meu nome, ensinando-as a observar tudo o que eu vos ensinei". Esta versão é corroborada com o comentário da nota de rodapé da Bíblia de Jerusalém sobre o mesmo texto que assim reza: "É possível que, em sua forma precisa, essa fórmula reflita influência do uso litúrgico posteriormente fixado na comunidade primitiva. Sabe-se que o livro do Atos fala em "batizar em nome de Jesus". Mais tarde deve ter-se estabelecido a associação do batizado às três pessoas da trindade"

## Questionamentos pertinentes feitos pelos antitrinitários
1. Se as três pessoas são Deus: O Pai é Deus, o Filho é Deus e o Espírito Santo é Deus. Então existem três Deuses?
2. Se não existem 3 Deuses: Como podemos provar que não são 3 Deuses? Como provar biblicamente que na verdade é 1 Deus em 3 Pessoas ou 3 Pessoas em 1 Deus?
3. Se o Espírito Santo é uma 3ª Pessoa da mesma forma que o Pai e o Filho: Como entender então João 20:22, onde diz que o Espírito Santo foi soprado por Jesus? Jesus assoprou o Seu próprio Espírito ou outra Pessoa?
4. Se Deus são 3 Pessoas: Por que os 144.000 levarão o nome apenas do Pai e do Filho? (Apocalipse 14:1-4)
5. Se Deus são 3 Pessoas (Pai, Filho e Espírito Santo): Por que apenas o Pai e o Filho estão em tronos? (Apocalipse 22:1 e 3). E por que devemos adorar apenas o Pai e o Filho? (Apocalipse 5:13).
6. Se Deus é composto por três pessoas (Pai, Filho e Espírito Santo): Por que Cristo disse que unicamente o Pai conhece o Filho e somente o Filho conhece o Pai? (Mateus 11:27).
7. Se Deus é uma unidade de 3 Pessoas: Por que Jesus omitiu a 3ª Pessoa, o Deus Espírito Santo ao referir-se a unidade que existe entre o Pai e o Filho? (João 14:10) (João 17:21-23).
8. Se Deus é constituído por três pessoas: Por que o próprio Cristo afirmou: “Eu e o Pai somos um.” (João 10:30) e não: Eu, o Pai e o Espírito Santo somos um?
9. “Quem é o mentiroso, senão aquele que nega que Jesus é o Cristo? Esse mesmo é o anticristo, esse que nega o Pai e o Filho. Qualquer que nega o Filho, também não tem o Pai; aquele que confessa o Filho tem também o Pai.” I João 2:22-23
10. “Todas as coisas sujeitou debaixo de seus pés. Mas, quando diz: Todas as coisas lhe estão sujeitas, claro está que se excetua aquele que lhe sujeitou todas as coisas. E, quando todas as coisas lhe estiverem sujeitas, então também o próprio Filho se sujeitará àquele que todas as coisas lhe sujeito, para que Deus seja tudo em todos.” I Coríntios 15:27-28

- Trindade (cristianismo)
- Unitarismo